# Музей Ізраїльських танкових військ
Музей ізраїльських танкових військ (офіційно: Меморіальне місце та музей Бронетанкового корпусу в Латруні, івр. יד לשריון) є офіційним меморіалом Ізраїлю на честь полеглих солдатів бронетанкового корпусу, а також один з найрізноманітніших танкових музеїв у світі. Наріжний камінь для музею ізраїльських танкових військ був закладений 14 грудня 1982.
Музей було створено за ініціативою офіцерів-ветеранів танкового корпусу у співпраці з танковим корпусом. Відкрита експозиція включає в себе 110 танків та інших броньованих бойових машин, як ізраїльських так і трофейних, в тому числі Меркава і танків Т-72, а також транспортні засоби, придбані у союзних держав. Іншими цікавинками є: M4 Sherman який встановлено на колишній британській водонапірній башті, колекція мобільних мостів побудовані ЦАХАЛом, які можна перевозити танками і наводити навіть під вогнем супротивника; захоплена ворожа техніка, більшість з якої Ізраїль переробив та оновив; танк з розірваною гарматою; а також з довгою стіною пам'ятні з іменами бійців танкового корпусу, які загинули захищаючи свою країну.

## Місце меморіалу
Головна будівля, фортеця Тегарт часів Мандату, має бібліотеку з публічно доступною комп'ютеризованою інформацією про кожного ізраїльського танкіста, який загинув у боях, та синагогу. Глибокі щербини на зовнішніх стінах форту є нагадуванням про військове минуле будівлі та його використання Арабським легіоном. Башта фортеці була перероблена на «Башту сліз» ізраїльським художником Дані Караваном. Внутрішня частина башти вкрита танковою бронею, а вода, яка циркулює з басейну під інсталяцією, стікає зі стіни.
У музеї також є великий амфітеатр, аудиторія, а також представлені фотографії, поезія, картини та мультфільми. Регулярно проводяться покази історичних фільмів на честь поранених та загиблих ізраїльтян.
Стіна імен, зведена назовні, містить імена назви всіх солдат бронетанкового корпусу, які загинули в арабо-ізраїльській війні 1948 року та в подальших війнах.

## Танк на башті

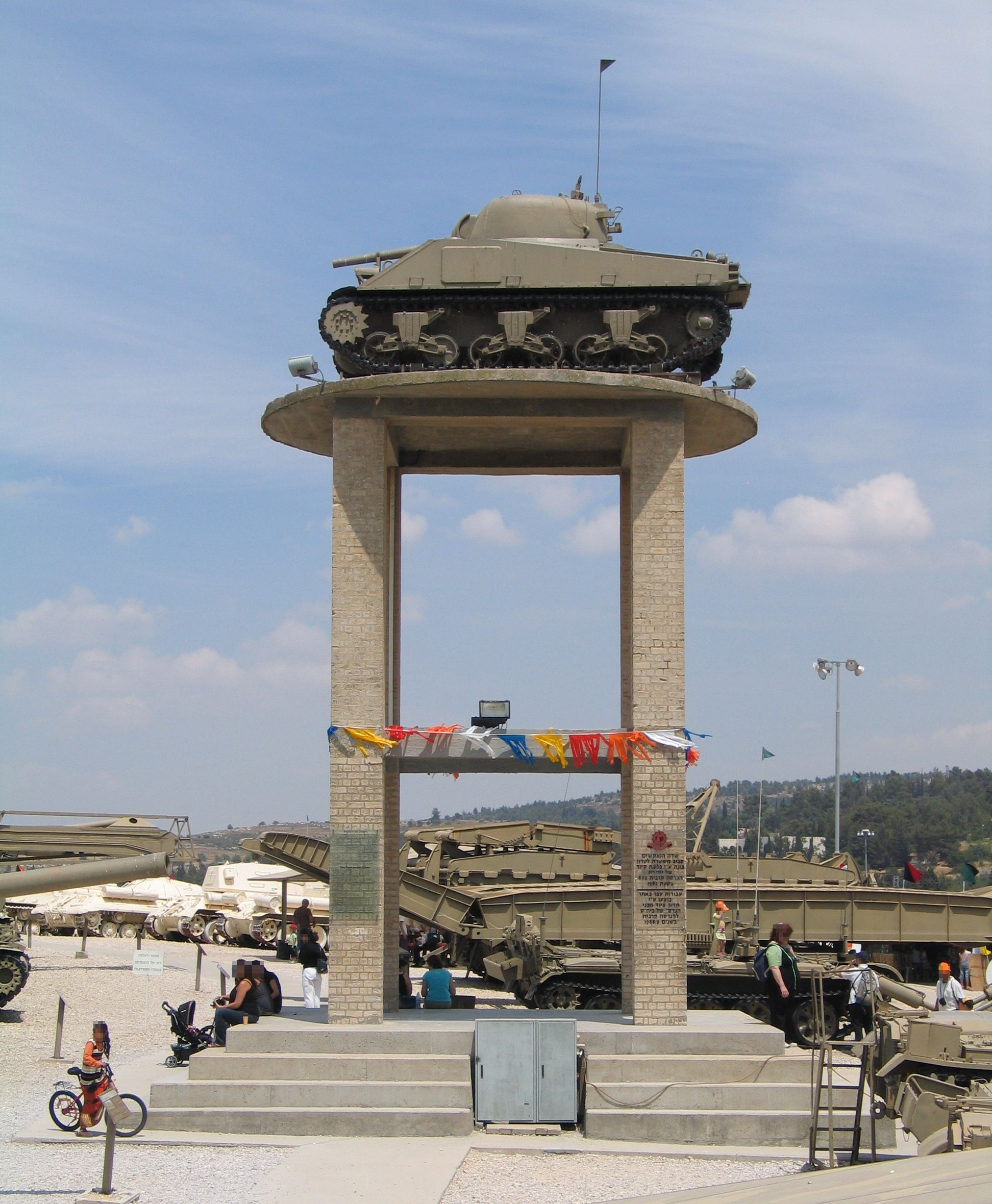
Танк на башті

Найбільш відомим у Яд Ла-Ширіоні є танк на башті, який є логотипом музею. У 1979 за рішенням генерал-майора Моше Пеледа, танк було встановлено на башту, яка спочатку була водонапірною баштою. Було обрано американський танк M4 Sherman, який був першим танком на озброєнні Збройних сил Ізраїлю. Через те, що башта могла витримати лише 25 тонн, а танк мав вагу 34 тонни, було демонтовано двигун і трансмісію.

## Танкова колекція
Яд Ла-Ширіоні відомий у всьому світі за унікальну та різноманітну колекцію танків та бронетехніки. Колекція складається з сотні різної техніки.
У колекції є техніка:

### Ізраїльська

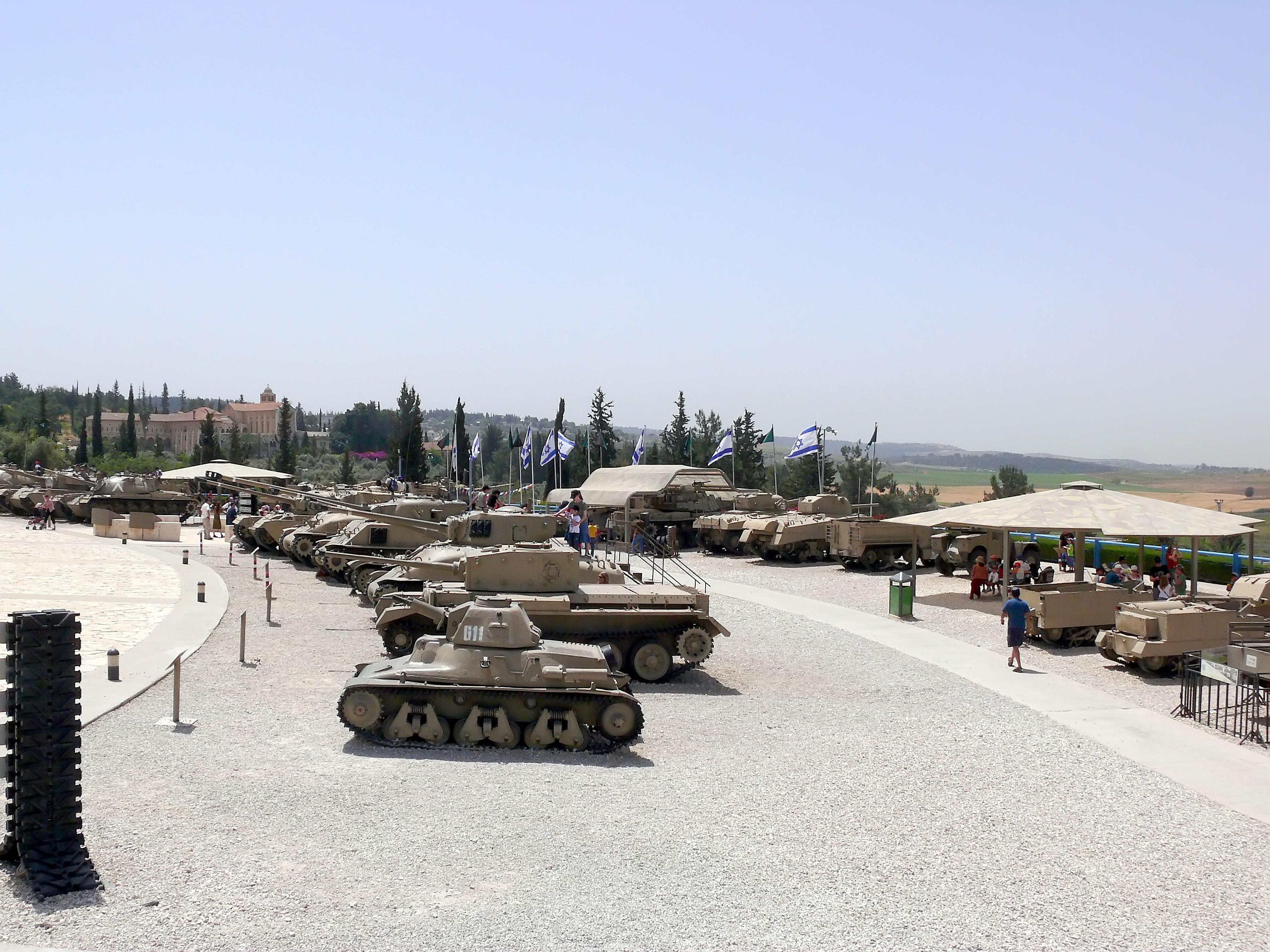
Танки у Латруні
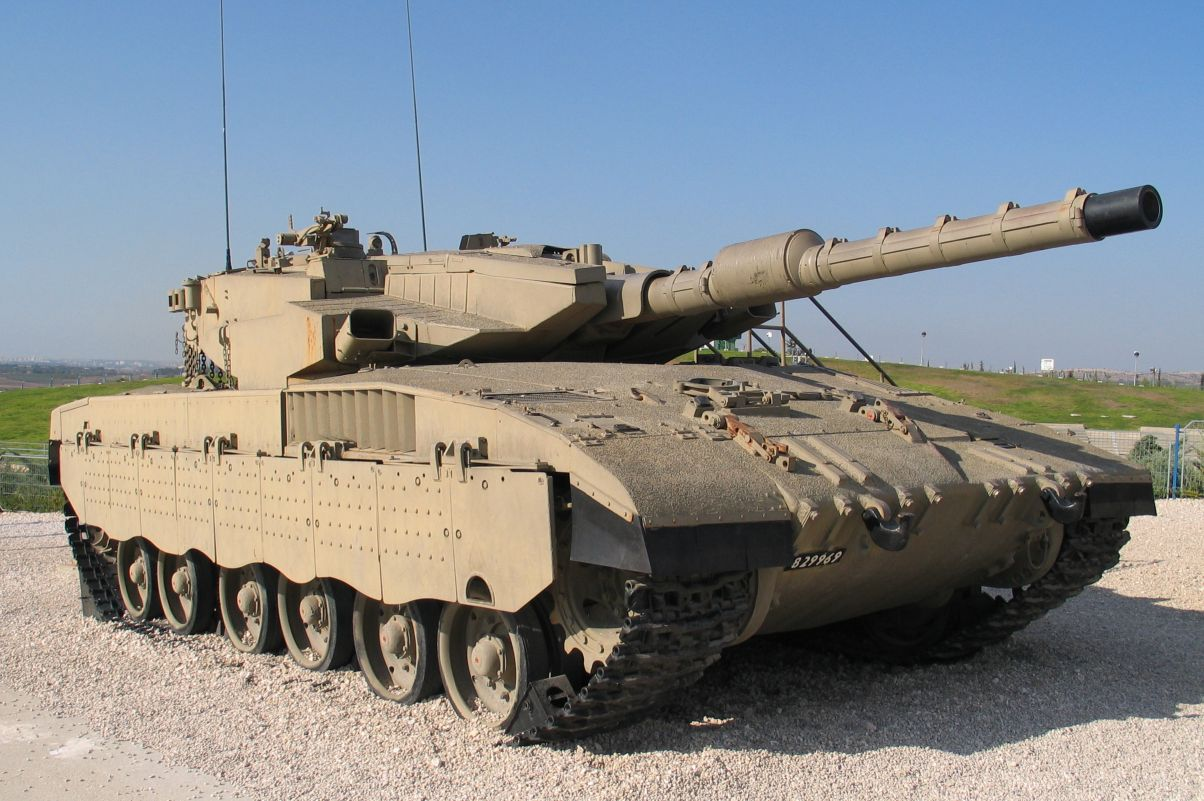
Ізраїльська Меркава III у музеї
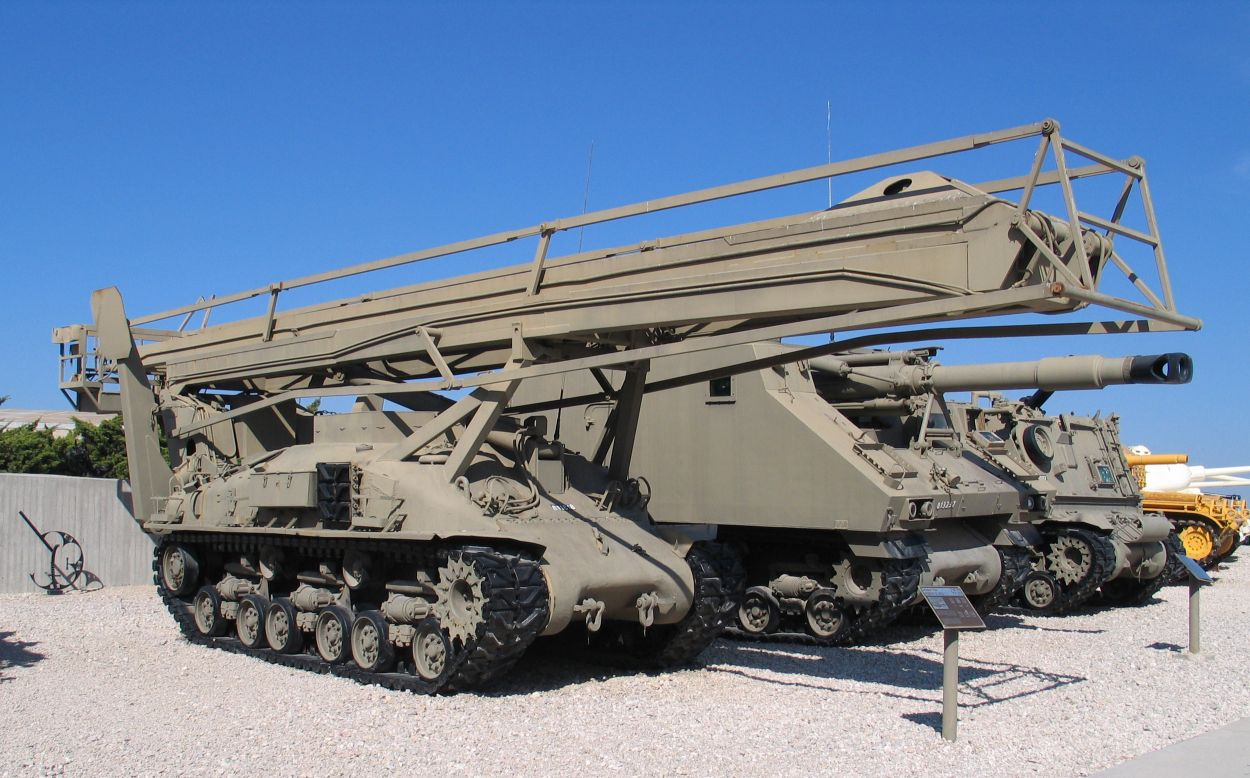
"Спостережний пункт Еяля" ізраїльська перероблена версія танка M4 Sherman
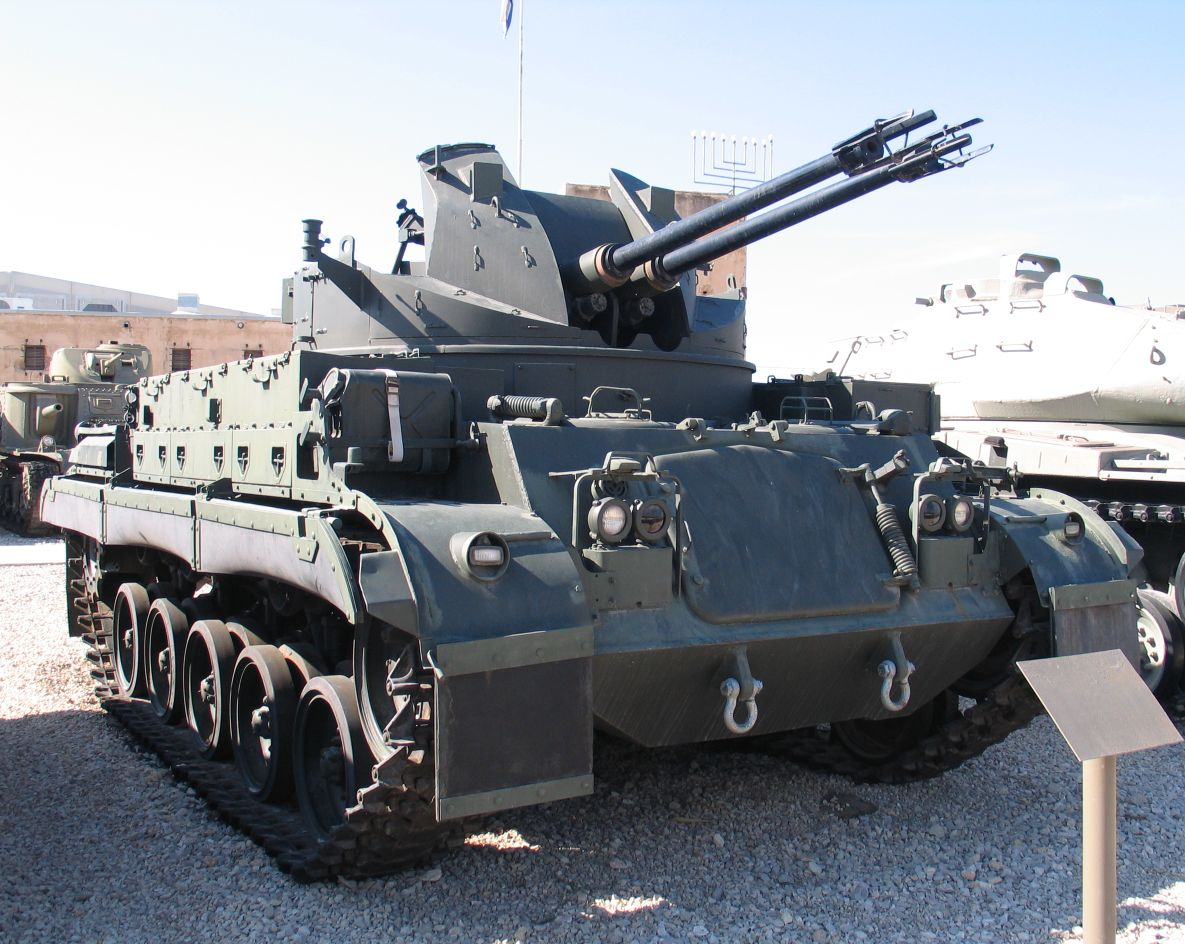
Американська ЗСУ M42 Duster
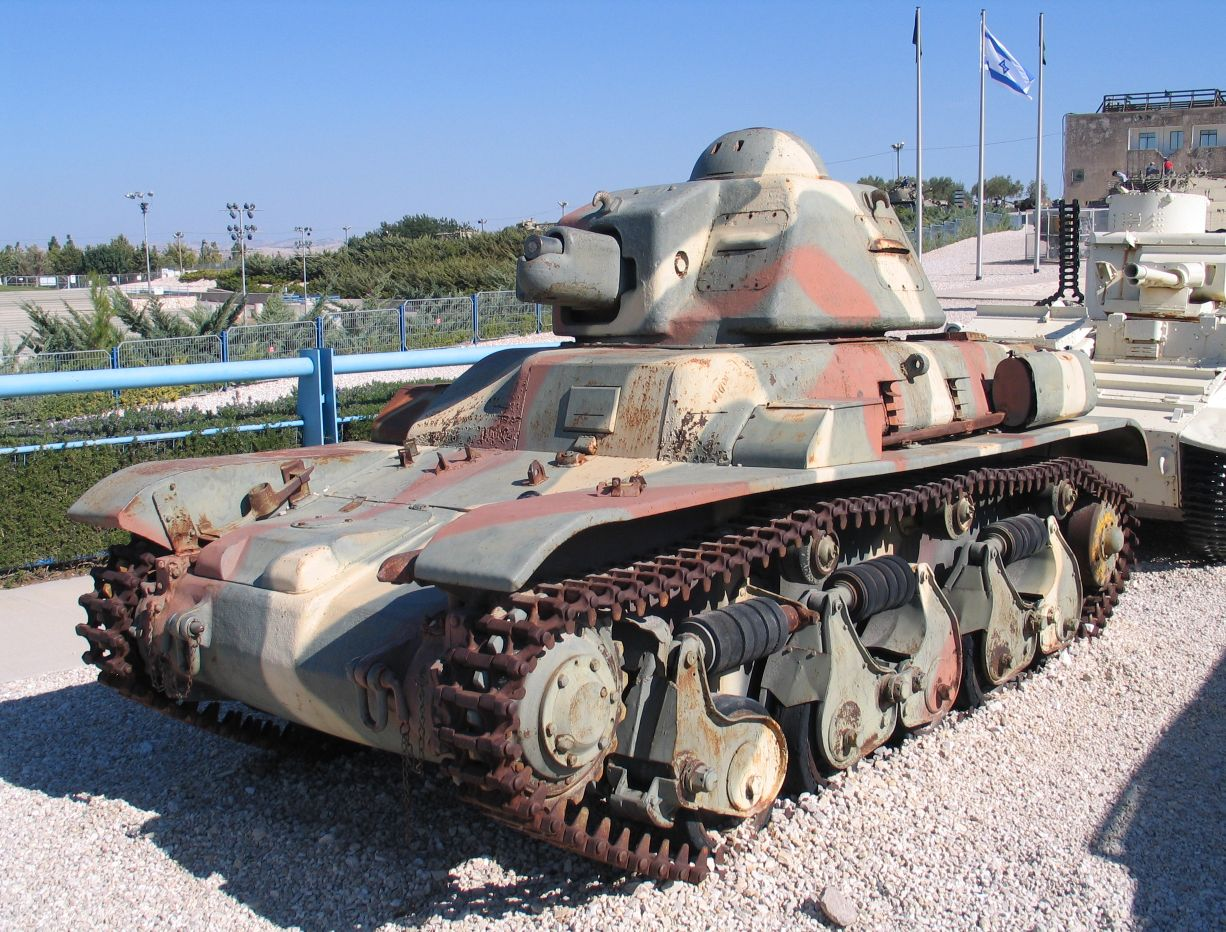
Французький легкий танк Renault R35
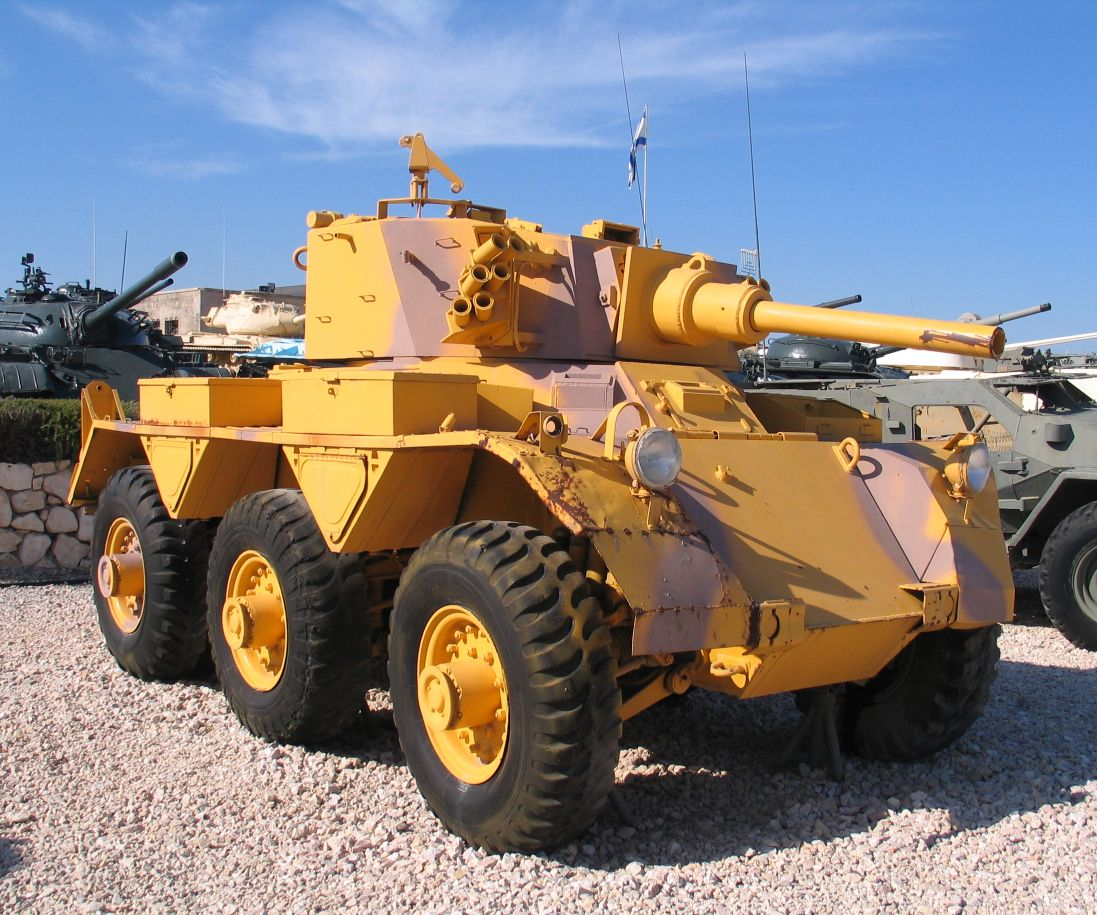
Британський бронеавтомобіль Alvis Saladin
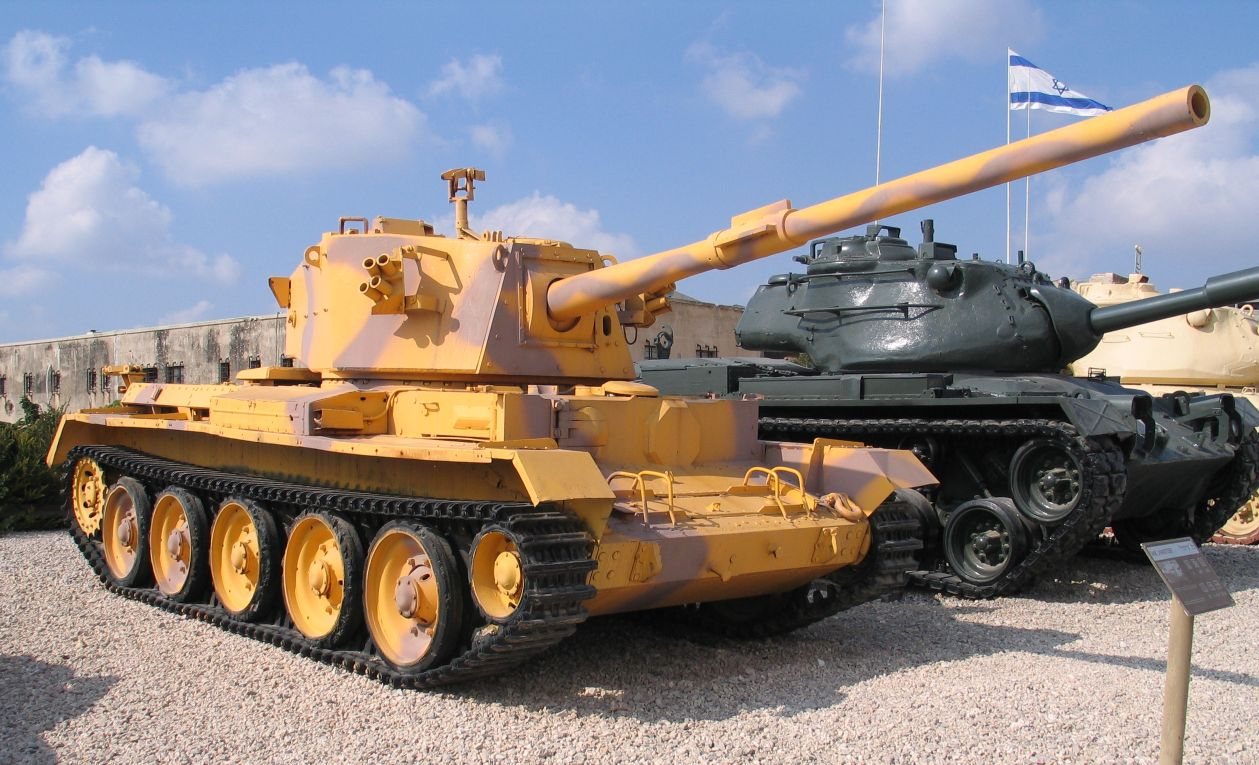
Британський танк FV4101 Charioteer
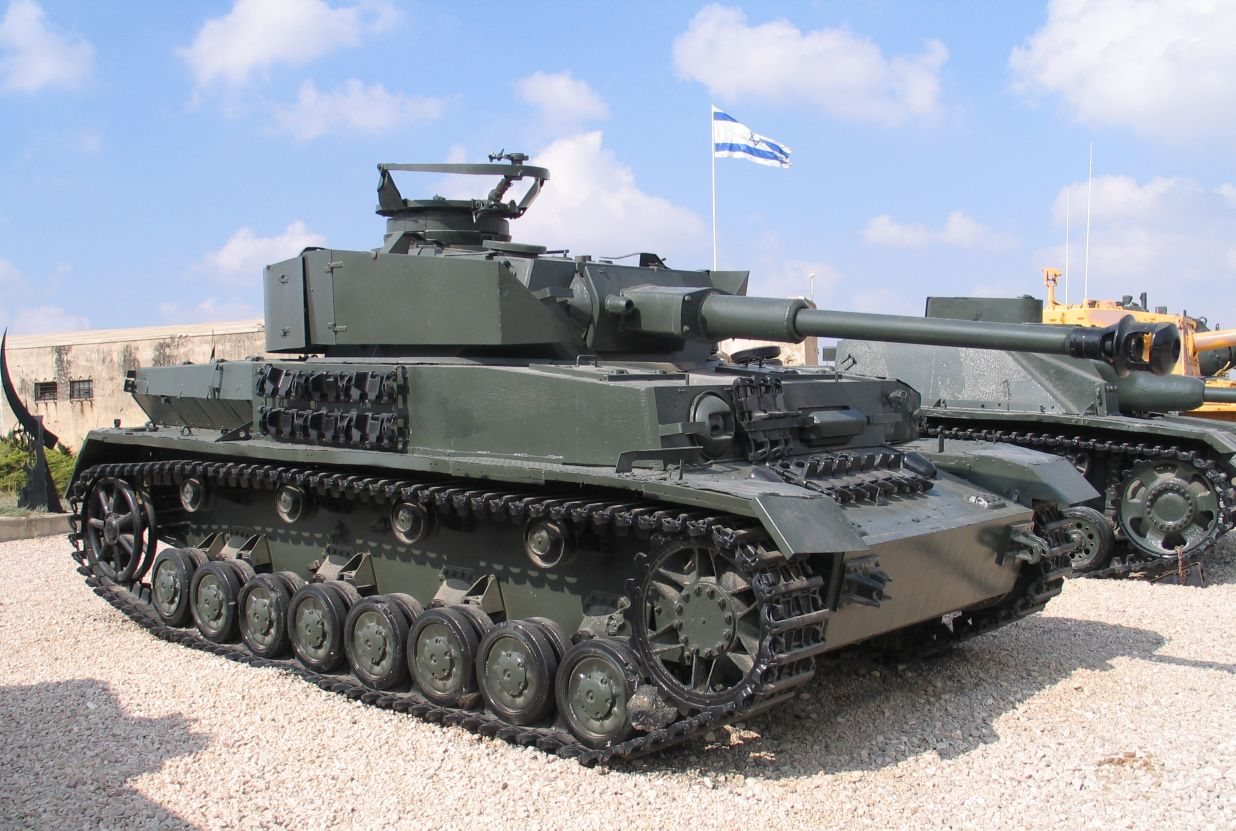
Німецький танк Panzer IV
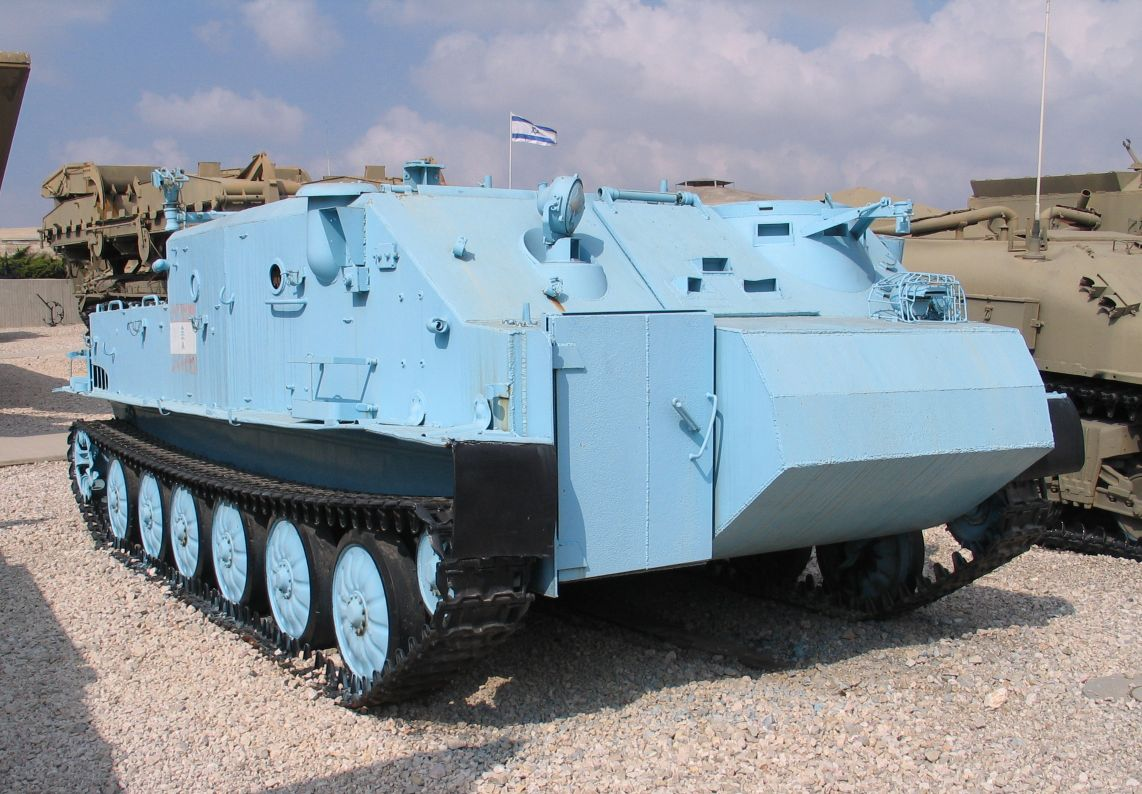
Медичний транспорт на базі БТР-50
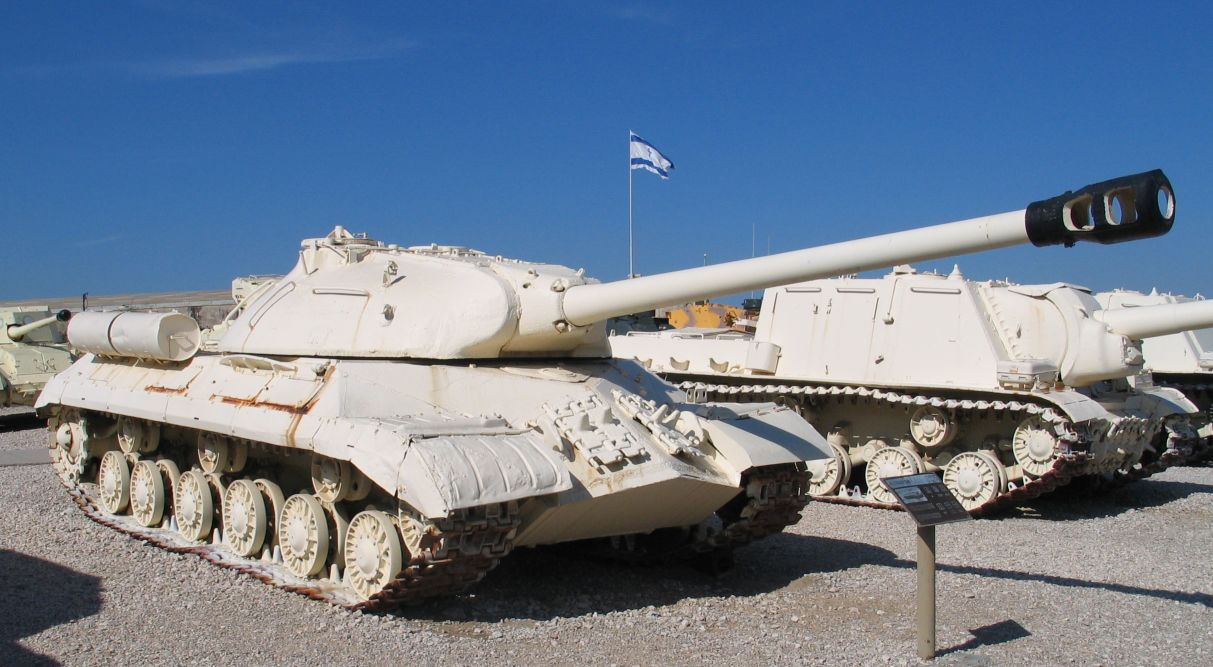
Трофейний єгипетський важкий танк ІС-3
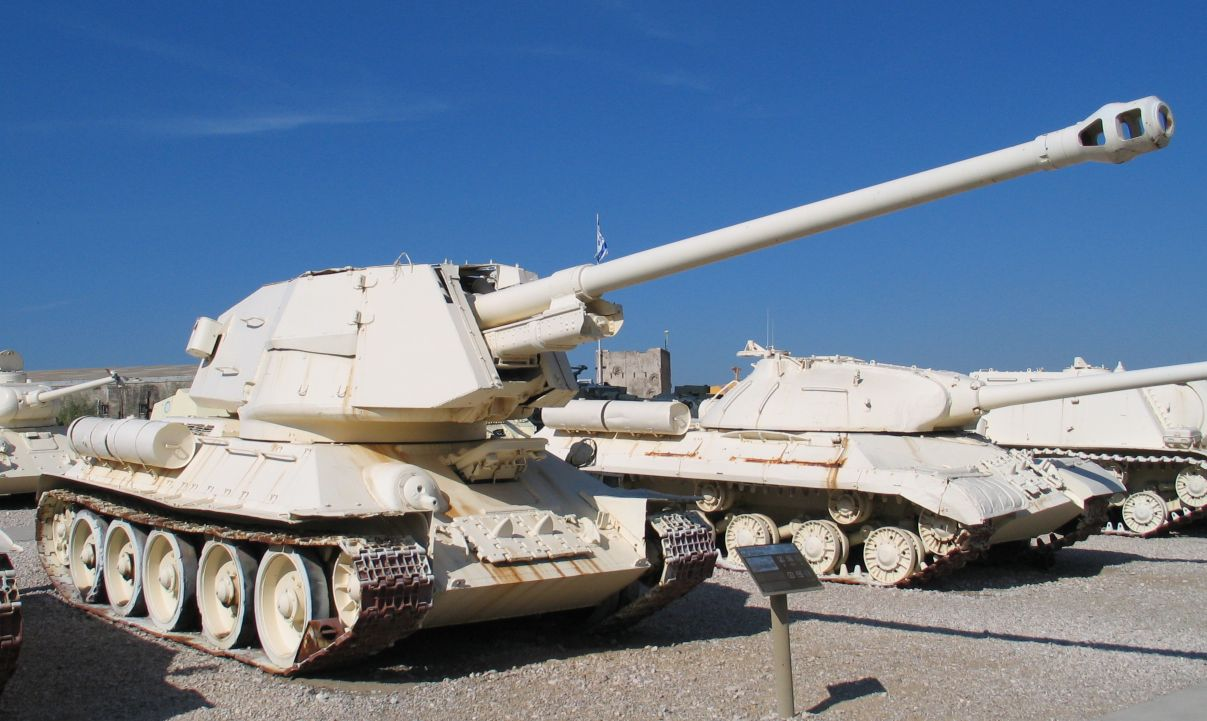
Трофейний єгипетський T-100

- Меркава mark I, II, III and IV
- БТР Шоет
- Нодедет
- «Тімсах» (танковоз-амфібія)

### Американська
- Вантажівка Diamond T
- M24 Chaffee
- M42 Duster
- M3 Lee
  - M3 Grant
- M3 Scout Car
- M3A1 Stuart
- M5A1 Stuart
- M41 Walker Bulldog
- САУ M107
- M113
  - M901 ITV
- M551 Sheridan
- Легка ремонтна машина M578
- кілька варіантів танка M4 Sherman, в тому числі:
  - Ambutank (медично-евакуаційний танк Sherman)
  - Спостережний пункт Еяля
  - Бульдозер M4
  - Sherman M4A4 з баштою FL-10 (Єгипетський варіант)
  - Супершерман M50 та M51 (Ізраїльський варіант)
  - MAR-240
  - MAR-290
  - Мінний трал Sherman Crab
- Декілька варіантів танків Patton:
  - M48 Patton
  - M60 Patton
  - Декілька варіантів Магах — покращені ізраїльські версії M48 та M60
- Кілька варіантів бронетранспортерів M3
- Джип Willys MB

### Британська
- САУ 17pdr SP Achilles
- Alvis Saladin
- САУ Archer
- Танк Cromwell
- FV 4101 Charioteer
- FV 4201 Chieftain
- Танк Matilda
- Декілька варіантів Centurion:
  - Centurion Mk 5
  - Танковий мостоукладальник
  - БРЕМ Centurion BARV
  - Puma
  - Шот Каль
- Бронеавтомобіль Ferret
- Mark VI Light Tank (Vickers)
- Бронеавтомобіль Marmon-Herrington
- Scammell Lorries

### Французька
- AMX-13
- AMX-VCI
- Hotchkiss H35
- Panhard AML
- Renault R35

### Німецька
- Танки Leopard
- Panzer IV
- Sturmgeschütz III

### Радянська
- БТР-40
- БТР-50
  - Імпровізована версія медичної версії БТР-50
- БТР-60
- БТР-152
  - Імпровізована версія БРЕМ БТР-152
- Кілька варіантів БРДМ-2
- ІС-3
- ІСУ-152
  - Відновлена версія ІСУ-152
  - ІСУ-152 без гармати, використовувалася як КШМ
- ПТ-76
- T-34-85
  - Винищувач танків T-34/100 або T-100
- Декілька варіантів танків T-54/T-55:
  - Ахзарит
  - Tiran-4 — покращений T-54
  - Tiran-5 — покращений T-55
- Т-62 (Ізраїльський Tiran 6)
- Т-72
- ЗСУ-23-4
- ЗСУ-57-2

## Монумент на честь Союзників

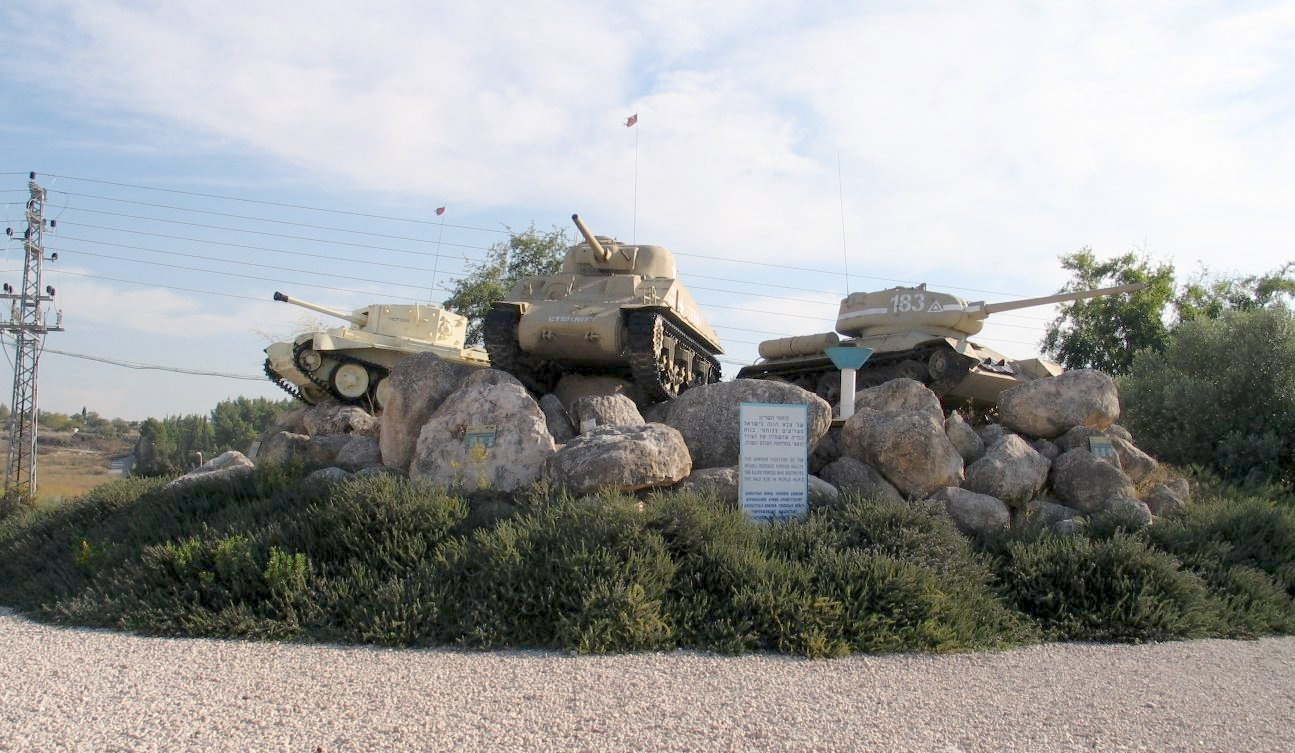
Монумент на честь Союзників у Яд Ла-Ширіон

Монумент було побудовано на честь антигітлерівської коаліції, на чолі з США, Великою Британією та Радянським Союзом. Монумент представляє собою скалу, на верхівці якої встановлено три основних танки які були на озброєнні союзників: британський Cromwell, американський Sherman та радянський Т-34. Навколо монументу встановлено прапори 19 країн та організацій які брали активну участь у війні, в тому числі прапор єврейської бригади, яка воювала в складі британської армії. Він перебував на реконструкції станом на грудень 2011.

## Музей історії бронетанкового корпусу
Музей має кілька експозицій які присвячені історії бронетанковій війні:
- Зал з десятками моделей танків
- Повномасштабні моделі:
  - Броньовані лицарі
  - Ашурські та єгипетські колісниці
  - Ескізи броньованого транспортного засобу Леонардо да Вінчі
- Колекція поштових марок, з зображенням танків та іншої бронетехніки

## Інші приміщення
Місцина також має театр де проводять різні церемонії та виступи, тому що це є одним з найбільших театрів країни. Є також башта спостереження за птахами, яка має радар стеження за міграцією птахів.

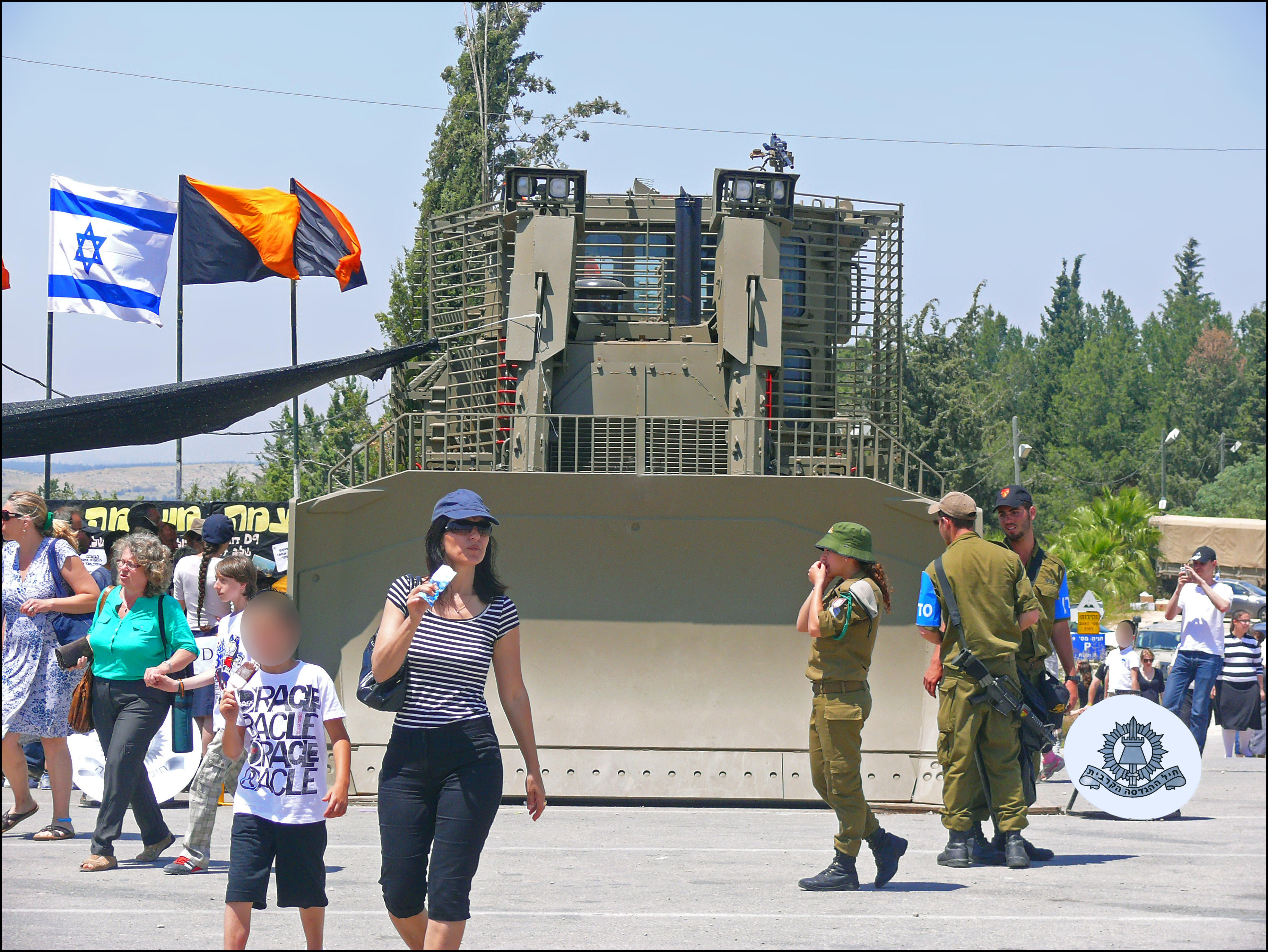
Броньований бульдозер Caterpillar D9 сухопутних військ ЦАХАЛ (армія) експозиція на День незалежності Ізраїлю 2012